# 파워 워킹
파워 워킹(power walking, 힘차게 걷기)은 조깅이나 달리기보다 운동 효과가 크면서도, 가장 쉬우며 오래 할 수 있는 걷기의 한 종류다.

## 파워 워킹 하는 법

### 파워 워킹의 필수 3원칙
- 시속 6~8km/h로 약간 빨리 걷는다.
- 허리는 반듯하고 꼿꼿이 세운다.
- 양팔은 높고 힘차게 흔드는 것이 좋다.

### 상체

#### 호흡법
- 코로 깊이 들이 쉰 후, 입으로 내쉰다.
- 느리고 깊은 호흡이 좋다.

#### 시선
- 10~15m 전방을 주시한다.
- 눈을 깔며 아래를 보는 것이 좋다.

#### 손 및 팔
- 주먹을 살짝 쥔다.
- 달걀을 쥔 모습을 한다.
- 팔의 각도가 되도록 직각을 유지하도록 한다.
- 손을 힘차게 흔드는 것이 좋다.
- 높게 팔을 들어올린다.

#### 머리 및 어깨
- 머리와 어깨의 각도가 앞으로 5˚정도의 차이가 나게 한다.

### 하체

#### 다리 및 발
- 11자로 꼿꼿하고 힘차게 걷는다.

#### 보폭 및 발 딛기
- 보폭은 키에서 100cm를 뺀 정도로 유지한다.
- 발은 뒤꿈치를 딛은 후 발바닥을 딛고, 마지막으로 발가락이 땅에 닿도록 걷는다.

## 같이 보기
- 조깅
- 달리기